# Jhonder Cádiz
Jhonder Leonel Cádiz Fernández (ur. 29 lipca 1995 w Caracas) – wenezuelski piłkarz występujący na pozycji napastnika, reprezentant Wenezueli, od 2024 roku zawodnik meksykańskiego Leónu.